# Субботники (Пермский край)
Субботники — посёлок в Верещагинском районе Пермского края. Входит в состав Верещагинского городского поселения.

## Географическое положение
Посёлок расположен примерно в 6 км к юго-западу от административного центра поселения, города Верещагино. Одноимённая железнодорожная станция.

## Население
| 2010 |
| ---- |
| 400  |

## Топографические карты
- Лист карты O-40-62 Верещагино. Масштаб: 1 : 100 000. Издание 1962 г.